# Guglielmo da Varignana
Guglielmo da Varignana, o Guglielmo Varignana (1270 – 1339), è stato un medico, farmacista e anatomista italiano.
La sua fama fu di un certo rilievo: Pietro d’Argelata nella sua Chirurgia lo qualifica come magister venerabilis («maestro venerabile») e anche altri autori ripresero tale appellativo.
Guglielmo viene citato in molte farmacopee e in numerosi antidotari per avere inventato un preparato detto unguentum comitisse, descritto dal padre ma da lui modificato e perfezionato nella formula secondo i principi della farmacologia del tempo.

## Biografia
Era figlio di Bartolomeo da Varignana e Michelina di Nascimbene da Sala, e fu allievo di Taddeo Alderotti; aveva due fratelli, Giovanni e Corradino.
Fu eletto nel Consiglio degli anziani e consoli nel dicembre del 1304, ai vertici delle istituzioni cittadine con i guelfi bianchi. Nel 1306 i guelfi neri presero il sopravvento e nell'aprile 1311 Bartolomeo da Varignana si recò presso Enrico VII: Guglielmo fu bandito con il padre e i fratelli e subì la confisca dei beni e fu costretto a fuggire come ghibellino nel 1318, diventando successivamente medico personale e consigliere di Mladen II Šubić di Bribir, bano di Bosnia, Croazia e Dalmazia.
A Zara la sua prima opera Secreta sublimia ad varios curandos morbos nel 1319, sotto gli ordini di Mladen; nel 1320 viene inviato come diplomatico a Venezia per negoziare i termini riguardanti la città di Sebenico. Dopo la cattura di Mladen II Šubić nella battaglia di Bliska del 1322, offrì i suoi servigi alla Repubblica di Ragusa, firmando un contratto biennale.
Nel 1330 era rientrato a Bologna, approfittando dell’amnistia concessa nel 1327 dal cardinale Bertrando del Poggetto. La documentazione notarile bolognese testimonia che nel maggio del 1334 Guglielmo risiedeva nella cappella di San Martino di Porta Nova, nella zona delle aule di medicina e arti dell’ateneo bolognese.
Dopo che i suoi oppositori politici furono sconfitti a Bologna, vi rimase fino alla morte avvenuta nel 1339, prima del 26 aprile, giorno in cui fu redatto l’inventario legale dei suoi beni.

## Secreta sublimia ad varios curandos morbos
Il primo trattato è dedicato alla terapia delle malattie dei singoli organi; seguiono trattati dedicati alla cura delle febbri e del vaiolo, al trattamento delle ferite e degli ascessi. L’opera si conclude con la presentazione degli antidoti contro i veleni animali e vegetali e dei medicamenti per le patologie della cute e dei suoi annessi.
I Secreta medicine non si limitano a raccogliere indicazioni terapeutiche provenienti dall’esperienza pratica, ma si avvalgono di diverse fonti, che forniscono all’opera un più ampio respiro: Galeno, Avicenna, Averroè, Dioscoride Pedanio, Avicebron, Agazele, Serapione, Mesue Amec, Kiraudi, Rhazes e Mosè Maimonide. Cita in modo esplicito i pitagorici, Seneca, Cicerone, Macrobio, Tolomeo, Platone e Aristotele quali maestri capaci di realizzare un ideale di unità e di armonia tra cultura e vita.